# 安迪·魯尼
安迪·魯尼（英語：Andrew Aitken "Andy" Rooney，中文：安德魯·艾堅·"安迪"·魯尼，1919年1月14日—2011年11月4日）是一名美國資深傳媒工作者，曾為電台及電視撰稿，亦是知名的幽默大師和時事評論員，以主持60分鐘時事雜誌節目尾段的「安迪·魯尼有話說」（A Few Minutes With Andy Rooney）環節闻名。2011年11月4日安迪因一項小型手術後併發症去世，享年92歲。

## 早年生活
安迪在1919年1月14日生於紐約州奧爾巴尼，父親經常外出公幹，而母親則留在家中照料安迪。雖然經濟大蕭條在安迪10歲時發生，但安迪的父親卻仍每年賺取約8,000美金，故此一家生活非常安穩。15歲時（1934年）安迪入讀著名的奧爾巴尼預科學院（The Albany Academy），然後升讀柯蓋德大學。
安迪入讀大學不久，第二次世界大戰爆發。1941年8月，安迪被召入兵役，加入美國陸軍。1942年8月，安迪開始其傳媒工作生涯，為陸軍的星條旗報（Stars and Stripes）撰稿以及採訪，包括北非戰場、美國首次空襲納粹德國、北非戰場以及集中營等等，並與沃爾特·克朗凱特結為至交。

## 撰稿與60分鐘時事雜誌
戰後安迪在1949年加入哥倫比亞廣播公司電台，並接著為美國廣播劇諧星亞瑟·戈弗雷（Arthur Godfrey）及新聞記者兼好友哈利·里森納（Harry Reasoner）撰稿。1968年，哈利及邁克·華萊士兩人開創時事節目60分鐘時事雜誌，安迪不但為節目撰稿，同時也協助製作配音，並屢獲殊榮。1968年安迪製作了兩集有關黑人在美國歷史的貢獻，又為其中一集（Black History: Lost, Stolen, or Strayed）撰稿，並因此獲頒首個艾美獎。1970年安迪曾轉到美國廣播公司工作，在1973年回到哥倫比亞廣播公司採訪及製作新聞節目。
1978年，安迪由幕後走上幕前，開始主持60分鐘時事雜誌尾段短篇環節「安迪·魯尼有話說」（A Few Minutes With Andy Rooney），內容下至生活細節，上至國家時政，其言辭幽默而又一針見血，使他逐漸享負盛名；1978年及1980年安迪再有三項60分鐘時事雜誌稿件獲頒艾美獎。不過其敢言性格亦曾引起爭議，更在1990年因被指責發表種族歧視言論，而遭哥倫比亞廣播公司短暫停職。復職後安迪繼續主持「有話說」環節，直到2011年10月2日才宣告退出。在其33年幕前生涯，安迪一共為「有話說」撰寫了1,097段短篇文章。

## 家庭及去世
2011年11月4日，安迪在退出60分鐘時事雜誌一個月後因手術併發症去世，享年92歲。出於保障私隱，安迪家人未有透露詳情。安迪育有兩子兩女，其中兩人均投身傳媒。